# 1830 en mathématiques
Cet article présente les faits marquants de l'année 1830 en mathématiques.

## Prix
- Académie des sciences de Paris
  - Grand prix de mathématiques : MM. Abel et Jacobi pour leurs travaux sur les intégrales elliptiques.

## Naissances
- 19 mars : Hubert Anson Newton (mort en 1896), astronome et mathématicien américain.

- 11 avril : Emanoil Bacaloglu (mort en 1891), mathématicien, physicien et chimiste roumain.

- 9 juin : Ramón Picarte Mujica (mort après 1884), mathématicien chilien.

- 14 juin : Alfred Enneper (mort en 1885), mathématicien allemand.

- 10 septembre : Chauncey Wright (mort en 1875), philosophe et mathématicien américain.

- 7 décembre : Luigi Cremona, (mort en 1903), mathématicien et homme politique italien.

## Décès
- 16 mai : Joseph Fourier (né en 1768), mathématicien et physicien français connu pour ses travaux sur la décomposition de fonctions périodiques en séries trigonométriques convergentes appelées séries de Fourier et leur application au problème de la propagation de la chaleur.

- 9 novembre : Jan Śniadecki (né en 1756), mathématicien, philosophe et astronome polonais.